# Carmen Hart

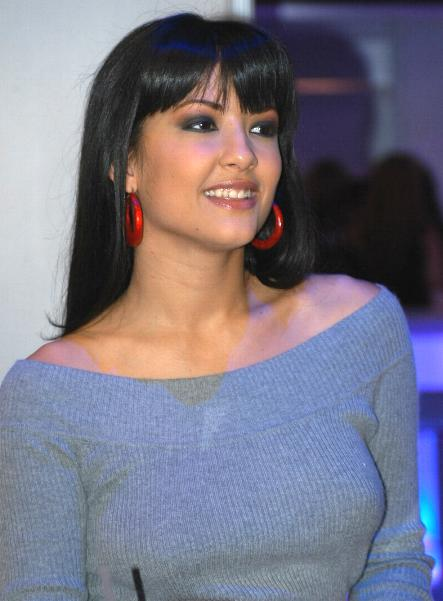
Carmen Hart (2007)

Carmen Hart, eigentlich Aja Locklear (* 12. März 1984 in Wilmington, North Carolina, USA) ist eine ehemalige US-amerikanische Pornodarstellerin.

## Leben
Carmen Hart wuchs in North Carolina auf und ist Mitglied des Lumbee-Indianerstammes. Sie gewann den regionalen Wettbewerb „Miss Hawaiian Tropic“ im Jahr 2004. Hart arbeitete jahrelang in mehreren Tabledance-Clubs. Im Oktober 2005 unterzeichnete sie einen Vertrag mit Wicked Pictures für zwei Jahre. Sie bekennt sich offen zu ihrer Bisexualität.

## Filmografie (Auswahl)
Die Internet Adult Film Database (IAFD) listet bis heute (Stand: September 2013) 32 Filme, in denen sie mitgespielt hat.
- 2005: Honky Tonk Girl
- 2006: Manhunters
- 2006: Rendezvous
- 2006: Becoming Carmen Hart
- 2006: Mobsters Ball
- 2006: Fuck
- 2006: Gossip
- 2006: Naked Illusions
- 2008: Porn Horror Movie

## Auszeichnungen
- 2007: Adultcon Top 20 Adult Actresses[2]
- 2007: Eroticline Award: „Bester Internationaler Newcomer“[3]
- 2007: AVN Award für „Best Group Sex Scene“ (Film) – Fuck (zusammen mit Katsuni, Kirsten Price, Mia Smiles, Eric Masterson, Chris Cannon, Tommy Gunn & Randy Spears)[4]
- 2007: Exotic Performer of the Year